# Droga wojewódzka nr 926
Droga wojewódzka nr 926 (DW926) – droga wojewódzka łącząca centrum Orzesza z DK81.

## Miejscowości leżące przy trasie DW926
- Orzesze (DW925)